# LWCz-5
LWCz-5, także 260 km (ukr. ЛВЧ-5, 260 км) – przystanek kolejowy w miejscowości Użhorod, w rejonie użhorodzkim, w obwodzie zakarpackim, na Ukrainie. Położony jest na linii Sambor – Czop, w obrębie stacji Użhorod.